# Menoncourt
Menoncourt é uma comuna francesa na região administrativa de Borgonha-Franco-Condado, no departamento do Território de Belfort. Estende-se por uma área de 4,69 km². Em 2010 a comuna tinha 411 habitantes (densidade: 87,6 hab./km²).